# Cile ai Giochi della XXVIII Olimpiade
Il Cile partecipò ai Giochi della XXVIII Olimpiade, svoltisi ad Atene, Grecia, dal 13 al 29 agosto 2004, con una delegazione di 22 atleti impegnati in undici discipline.

## Medaglie
| Medaglia | Atleta                          | Sport  | Evento             |
| -------- | ------------------------------- | ------ | ------------------ |
| Oro      | Nicolás Massú                   | Tennis | Singolare maschile |
| Oro      | Fernando González Nicolás Massú | Tennis | Doppio maschile    |
| Bronzo   | Fernando González               | Tennis | Singolare maschile |

## Delegazione
| Sport            | Uomini | Donne | Totale |
| ---------------- | ------ | ----- | ------ |
| Atletica leggera | 1      | 2     | 3      |
| Canoa/kayak      | 1      | -     | 1      |
| Canottaggio      | 1      | 1     | 2      |
| Ciclismo         | 2      | -     | 2      |
| Judo             | 1      | -     | 1      |
| Nuoto            | 2      | 1     | 3      |
| Scherma          | 1      | -     | 1      |
| Tennis           | 2      | -     | 2      |
| Tennistavolo     | 2      | 2     | 4      |
| Tiro             | 1      | -     | 1      |
| Vela             | 1      | -     | 1      |
| Totale           | 16     | 6     | 22     |

## Risultati

### Atletica leggera
| Q | Qualificato al turno successivo per la Classifica in qualificazione                                                          |
| q | Qualificato per il turno successivo per ripescaggio o, negli eventi su campo, conquistando la misura minima per qualificarsi |

Maschile
Eventi sul campo
| Atleta              | Evento         | Qualificazioni | Qualificazioni | Finale          | Finale          |
| Atleta              | Evento         | Risultato      | Classifica     | Risultato       | Classifica      |
| ------------------- | -------------- | -------------- | -------------- | --------------- | --------------- |
| Marco Antonio Verni | Getto del peso | nm             | nm             | non qualificato | non qualificato |

Femminile
Eventi su pista e strada
| Atleta        | Evento   | Finale    | Finale     |
| Atleta        | Evento   | Risultato | Classifica |
| ------------- | -------- | --------- | ---------- |
| Érika Olivera | Maratona | 2h57'14"  | 58ª        |

Eventi sul campo
| Atleta          | Evento           | Qualificazioni | Qualificazioni | Finale          | Finale          |
| Atleta          | Evento           | Distanza       | Classifica     | Distanza        | Classifica      |
| --------------- | ---------------- | -------------- | -------------- | --------------- | --------------- |
| Carolina Torres | Salto con l'asta | 4.00           | 33ª            | non qualificata | non qualificata |

### Canoa/kayak
Sprint
| Atleta          | Evento        | Batteria | Batteria | Semifinale | Semifinale | Finale          | Finale          |
| Atleta          | Evento        | Tempo    | Pos.     | Tempo      | Pos.       | Tempo           | Pos.            |
| --------------- | ------------- | -------- | -------- | ---------- | ---------- | --------------- | --------------- |
| Jonnathan Tafra | C1 1000 metri | 4'04"402 | 5º q     | 4'22"644   | 8º         | non qualificato | non qualificato |

### Canottaggio
| FA   | Qualificato in finale A (per le medaglie)     |
| FB   | Qualificato in finale B (non per le medaglie) |
| FC   | Qualificato in finale C (non per le medaglie) |
| FD   | Qualificato in finale D (non per le medaglie) |
| FE   | Qualificato in finale E (non per le medaglie) |
| FF   | Qualificato in finale F (non per le medaglie) |
| SA/B | Semifinali A/B                                |
| SC/D | Semifinali C/D                                |
| SE/F | Semifinali E/F                                |
| QF   | Qualificato ai quarti di finale               |
| R    | Ripescaggio                                   |

Maschile
| Atleta        | Evento  | Batteria  | Batteria   | Ripescaggio | Ripescaggio | Semifinali | Semifinali | Finale    | Finale     |
| Atleta        | Evento  | Risultato | Classifica | Risultato   | Classifica  | Risultato  | Classifica | Risultato | Classifica |
| ------------- | ------- | --------- | ---------- | ----------- | ----------- | ---------- | ---------- | --------- | ---------- |
| Óscar Vásquez | Singolo | 7'38"04   | 5º R       | 7'06"51     | 3º SD/E     | 7'27"11    | 2º FD      | 7'10"75   | 23º        |

Femminile
| Atleta       | Evento  | Batteria  | Batteria   | Ripescaggio | Ripescaggio | Semifinali | Semifinali | Finale    | Finale     |
| Atleta       | Evento  | Risultato | Classifica | Risultato   | Classifica  | Risultato  | Classifica | Risultato | Classifica |
| ------------ | ------- | --------- | ---------- | ----------- | ----------- | ---------- | ---------- | --------- | ---------- |
| Soraya Jadué | Singolo | 7'58"28   | 3ª R       | 7'37"60     | 2ª SA/B     | 8'16"21    | 6ª FB      | 7'42"76   | 11ª        |

### Ciclismo

#### Ciclismo su strada
Maschile
| Atleta            | Evento         | Tempo | Classifica |
| ----------------- | -------------- | ----- | ---------- |
| Marcelo Arriagada | Corsa in linea | dnf   | dnf        |

#### Ciclismo su pista
Maschile
| Atleta          | Evento        | Punti | Giri | Classifica |
| --------------- | ------------- | ----- | ---- | ---------- |
| Marco Arriagada | Corsa a punti | 25    | 1    | 11º        |

#### Mountain bike
Maschile
| Atleta          | Evento        | Tempo             | Classifica |
| --------------- | ------------- | ----------------- | ---------- |
| Cristóbal Silva | Cross country | Doppiato (1 giro) | 40º        |

### Judo
Maschile
| Athlete      | Evento | Sedicesimi di finale    | Ottavi di finale     | Quarti di finale     | Semifinali           | Ripescaggio 1        | Ripescaggio 2        | Ripescaggio 3        | Finale / FB          | Finale / FB     |
| Athlete      | Evento | Avversario Risultato    | Avversario Risultato | Avversario Risultato | Avversario Risultato | Avversario Risultato | Avversario Risultato | Avversario Risultato | Avversario Risultato | Classifica      |
| ------------ | ------ | ----------------------- | -------------------- | -------------------- | -------------------- | -------------------- | -------------------- | -------------------- | -------------------- | --------------- |
| Gabriel Lama | −90 kg | Olson (USA) P 0001–0120 | non qualificato      | non qualificato      | non qualificato      | non qualificato      | non qualificato      | non qualificato      | non qualificato      | non qualificato |

### Nuoto
Maschile
| Atleta            | Evento              | Batteria  | Batteria   | Semifinale      | Semifinale      | Finale          | Finale          |
| Atleta            | Evento              | Risultato | Classifica | Risultato       | Classifica      | Risultato       | Classifica      |
| ----------------- | ------------------- | --------- | ---------- | --------------- | --------------- | --------------- | --------------- |
| Max Schnettler    | 100 m stile libero  | 51"91     | 49º        | non qualificato | non qualificato | non qualificato | non qualificato |
| Giancarlo Zolezzi | 200 m stile libero  | 1'53"18   | 39º        | non qualificato | non qualificato | non qualificato | non qualificato |
| Giancarlo Zolezzi | 400 m stile libero  | 3'56"52   | 25º        | N.D.            | N.D.            | non qualificato | non qualificato |
| Giancarlo Zolezzi | 1500 m stile libero | 16'00"52  | 30º        | N.D.            | N.D.            | non qualificato | non qualificato |

Femminile
| Atleta          | Evento             | Batteria  | Batteria   | Finale          | Finale          |
| Atleta          | Evento             | Risultato | Classifica | Risultato       | Classifica      |
| --------------- | ------------------ | --------- | ---------- | --------------- | --------------- |
| Kristel Köbrich | 400 m stile libero | 4'18"68   | 26ª        | non qualificata | non qualificata |
| Kristel Köbrich | 800 m stile libero | 8'40"41   | 15ª        | non qualificata | non qualificata |

### Scherma
Maschile
| Atleta          | Evento            | Trentaduesimi di finale | Sedicesimi di finale   | Ottavi di finale     | Quarti di finale     | Semifinali           | Finale               | Finale          |
| Atleta          | Evento            | Avversario Risultato    | Avversario Risultato   | Avversario Risultato | Avversario Risultato | Avversario Risultato | Avversario Risultato | Classifica      |
| --------------- | ----------------- | ----------------------- | ---------------------- | -------------------- | -------------------- | -------------------- | -------------------- | --------------- |
| Paris Inostroza | Spada individuale | Bye                     | Thompson (USA) P 12–13 | non qualificato      | non qualificato      | non qualificato      | non qualificato      | non qualificato |

### Tennis
Maschile
| Atleta            | Evento    | Trentaduesimi di finale          | Sedicesimi di finale                  | Ottavi di finale                        | Quarti di finale                     | Semifinali                               | Finale / FB                                             | Finale / FB |
| Atleta            | Evento    | Avversari Punteggio              | Avversari Punteggio                   | Avversari Punteggio                     | Avversari Punteggio                  | Avversari Punteggio                      | Avversari Punteggio                                     | Classifica  |
| ----------------- | --------- | -------------------------------- | ------------------------------------- | --------------------------------------- | ------------------------------------ | ---------------------------------------- | ------------------------------------------------------- | ----------- |
| Fernando González | Singolare | Economidis (GRE) V (7–6(6), 6–2) | Lee H-T (KOR) V (7–5, 6–2)            | Roddick (USA) V (6–4, 6–4)              | Grosjean (FRA) V (6–2, 2–6, 6–4)     | Fish (USA) L (6–3, 3–6, 4–6)             | Dent (USA) V (6–4, 2–6, 16–14)                          | Bronzo      |
| Nicolás Massú     | Singolare | Kuerten (BRA) V (6–3, 5–7, 6–4)  | Spadea (USA) V (7–6(3), 6–2)          | Andreev (RUS) V (6–3, 6(4)–7, 6–4)      | Moyá (ESP) V (6–2, 7–5)              | Dent (USA) V (7–6(5), 6–1)               | Fish (USA) V (6–3, 3–6, 2–6, 6–3, 6–4)                  | Oro         |
| González Massú    | Doppio    | N.D.                             | Knowles / Merklein (BAH) V (7–5, 6–4) | Etlis / Rodríguez (ARG) V (6–3, 7–6(2)) | B Bryan / M Bryan (USA) V (7–5, 6–4) | Ančić / Ljubičić (CRO) V (7–5, 4–6, 6–4) | Kiefer / Schüttler (GER) V (6–2, 4–6, 3–6, 7–6(7), 6–4) | Oro         |

### Tennistavolo
Maschile
| Atleta                         | Evento           | 1º turno              | 2º turno                      | 3º turno             | 4º turno             | Quarti di finale     | Semifinali           | Finale / FB          | Finale / FB     |
| Atleta                         | Evento           | Avversario Risultato  | Avversario Risultato          | Avversario Risultato | Avversario Risultato | Avversario Risultato | Avversario Risultato | Avversario Risultato | Pos.            |
| ------------------------------ | ---------------- | --------------------- | ----------------------------- | -------------------- | -------------------- | -------------------- | -------------------- | -------------------- | --------------- |
| Juan Papic                     | Singolo maschile | Lupulesku (USA) P 0–4 | non qualificato               | non qualificato      | non qualificato      | non qualificato      | non qualificato      | non qualificato      | non qualificato |
| Juan Papic Alejandro Rodríguez | Doppio maschile  | N.D.                  | Akinlabi / Nosiru (NGR) P 1–4 | non qualificati      | non qualificati      | non qualificati      | non qualificati      | non qualificati      | non qualificati |

Femminile
| Atleta                             | Evento            | 1º turno                  | 2º turno             | 3º turno             | 4º turno             | Quarti di finale     | Semifinali           | Finale / FB          | Finale / FB     |
| Atleta                             | Evento            | Avversaria Risultato      | Avversaria Risultato | Avversaria Risultato | Avversaria Risultato | Avversaria Risultato | Avversaria Risultato | Avversaria Risultato | Pos.            |
| ---------------------------------- | ----------------- | ------------------------- | -------------------- | -------------------- | -------------------- | -------------------- | -------------------- | -------------------- | --------------- |
| Berta Rodríguez                    | Singolo femminile | Oshonaike (NGR) P 0–4     | non qualificata      | non qualificata      | non qualificata      | non qualificata      | non qualificata      | non qualificata      | non qualificata |
| Berta Rodríguez María Paulina Vega | Doppio femminile  | Pérez / Ramos (VEN) P 3–4 | non qualificate      | non qualificate      | non qualificate      | non qualificate      | non qualificate      | non qualificate      | non qualificate |

### Tiro a segno/volo
Maschile
| Atleta       | Evento | Qualificazioni | Qualificazioni | Finale          | Finale          |
| Atleta       | Evento | Punti          | Classifica     | Punti           | Classifica      |
| ------------ | ------ | -------------- | -------------- | --------------- | --------------- |
| Jorge Atalah | Skeet  | 117            | 31º            | non qualificato | non qualificato |

### Vela
Maschile
| Atleta           | Evento | Regata | Regata | Regata | Regata | Regata | Regata | Regata | Regata | Regata | Regata | Regata | Punteggio netto | Classifica finale |
| Atleta           | Evento | 1      | 2      | 3      | 4      | 5      | 6      | 7      | 8      | 9      | 10     | M*     | Punteggio netto | Classifica finale |
| ---------------- | ------ | ------ | ------ | ------ | ------ | ------ | ------ | ------ | ------ | ------ | ------ | ------ | --------------- | ----------------- |
| Matías del Solar | Laser  | 39     | 38     | 6      | 38     | 16     | 15     | 18     | 11     | 27     | 31     | 16     | 216             | 39º               |